# بلاغة عامة
يُشير مصطلح البلاغة العامة إلى أيّ خطاب ضمن مجموعة من الأشخاص أو ضمن مجموعة من المجموعات، إذ عادةً ما يُركّز المصطلح على العملية التي يسعى الخطاب الفردي أو الجماعي من خلالها إلى التماس العضوية في الخطاب العام الأكبر. يمكن أن يتضمّن الخطاب العام استخدامًا للخطابة ضمن مجموعة من عامة الناس أيضًا، وذلك بهدف تعزيز التغيير الاجتماعي وتشجيع الوكالة بالنيابة عن المشاركين في البلاغة العامة. يُعتبر الخطاب المشترك بين كلّ من البلغاء وعموم الناس بمثابة تمثيل واحد للبلاغة العامة. تتضمن المناقشة الجديدة ضمن مجال البلاغة العامة الفضاء الرقمي، وذلك بسبب تعقيد العالم الرقمي المتنامي لفكرة الخاص والعام فضلًا عن التعاريف المحدّدة سابقًا لمفهوم الخطاب. علاوة على ذلك، عادةً ما يستخدم علماء البلاغة اللغة السياحية بهدف دراسة كيفية التفاوض حول الهوية بين الأفراد والجماعات على مستويات مختلفة تتراوح من المحلّية إلى العالمية. 

## المشاركون في البلاغة العامة
لا يمكننا الخلط بين جمهور ما والعامة، إذ يتألف الجمهور من أعضاء مخاطبين لبعضهم البعض، إذ يُتناولون بصفتهم مجموعة ويشتركون في مُثل محدّدة. يصف مايكل وارنر الجمهور قائلًا إنهم «منظّمون ذاتيًا... هي علاقة ما بين غرباء... [حيث] يكون الاهتمام كافيًا لجعل [الشخص] عضوًا». لاحظ روبرت آسين أن تكوين هوية أفراد الجمهور «يستلزم الاعتراف المتبادل بين أفراد من ثقافات مختلفة». أما بالنسبة لوارنر، يُعتبر الجمهور بمثابة مساحة اجتماعية تُتبادل فيها المعلومات، إذ إنها ضرورية لتبادل المعلومات. 

### الجمهور العكسي
في الإطار العام، هناك بعض الجماهير المهيمنة التي يمكن لخطابها أن يُخضع الجماهير الأخرى أو حتّى يستبعدها من خطاب مماثل. يُعتبر الجمهور العكسي نتاجًا للخطاب و/أو شعور الناس بالتهميش أو التجاهل أو عدم قدرتهم على التعبير عن آرائهم بصورة كافية، فضلًا عن إسكاتهم في الإطار العام. يكتب آسين: «يشير مصطلح الجمهور العكسي إلى تلك الجماهير التي تتشكّل نتيجةً للاعتراف المتبادل بالاستبعاد ضمن جمهور أوسع، إذ يجعلون من أنفسهم أعداءً ضد جماهير مُستبعدة أوسع، ويصممون على التغلب على هذا الاستبعاد». عادةً ما تلجأ الجماهير العكسية إلى إدراج أو إعادة إدراج آرائها ووجهات نظرها عن الجمهور ومنه، وذلك عندما تقوم مجموعة الجماهير المهيمنة باختلاق مساحات وخطابات تجعل من التوجه المغاير معيارًا أساسيًا. وهنا يتّخذ الخطاب منحىً يجعل البلاغة العامة السائدة غير سويّة ويتحدّاها. يصف وارنر وسائل الجماهير العكسية من خلال مجتمع الميم وأحرار الجنس:
على سبيل المثال، لا يوجد من لم يصرّح عن ميوله ضمن جمهور عكسي من المثليين وأحرار الجنس؛ أي تُعلّق المغايرة الجنسية المُفترضة التي تشكّل أساسًا لعدم التصريح عن الميول في الخطاب العادي. تّتسم هذه المساحة العامة والمتحررة من الخطاب الذي يجعل من التوجّه المغاير معيارًا أساسيًا بتضمّنها لهذا التعليق بحد ذاته؛ الخطاب الذي يتناول أيّ مشارك بوصفه حرّ جنسيًا هو خطاب معمّم إلى حدّ معيّن، إذ سيواجه مقاومةً شديدةً بالتأكيد. وبالتالي قد يُعمّم في أماكن خاصّة ومحمية ضمن منشورات محدّدة. يتحوّل الصراع الفردي مع وصمة العار –كما كان- إلى الصراع بين أنماط العمومية. ستسعى الطبيعة الواسعة للخطاب العام إلى الاستمرار في تغيير تلك الحدود للجمهور الحرّ جنسيًا، وذلك بهدف البحث عن المزيد من الأماكن المعمّمة التي يتعرّف فيها الناس على أنفسهم من خلال خطابها؛ لكن من غير المرجّح أن يدرك أحد ما هذه المخاطر والنزاعات المعنية. 
يضيف آسين: «لا يتعرف الأفراد بالاستبعاد والعزم على التغلّب عليها بالضرورة، وذلك بحكم موقعهم في نظام اجتماعي ما». يؤكّد آسين على الفكرة القائلة بأن المطالبة بجمهور عكسي من هذا النموذج من شأنها أن تقلل من أشكال الجمهور العكسي التي يتشارك فيها مساهمون محدّدون مصالحَ معيّنة مع أعضاء آخرين، لكنّهم لا يعتبرون بعضهم حلفاءً. 

### المجموعات التبعية والبرجوازية
يمكن للإيديولوجية والخطاب والصور السائدة تشكيل تسلسل هرمي مكوّن من أعضاء المجموعة وبلاغتهم الخاصة في وسط الجماهير والجماهير العكسية. يثير الصراع على السلطة السياسية والاجتماعية ضمن الإطار العام بين الجماهير جمهورًا داخليًا مسيطرًا وجمهورًا داخليًا ضعيفًا، أي جماهيرًا تبعية وأخرى برجوازية على التوالي. على سبيل المثال، وصف كلّ من تيري مورو وديريك إتش. ألديرمان في مقالتهما «الكتابة على الجدران مؤلمة في الولايات المتّحدة» فريق عمل لمكافحة الكتابة على الجدران تحت اسم «الكتابة على الجدران مؤلمة»، إذ يدعو فريق العمل هذا إلى القضاء على ظاهرة الكتابة على الجدران في المناطق الحضرية ضمن الأماكن العامة. موّلت هذه المنظمة مشاريع جداريات من شأنها أن تردع الكتابة على الجدران. بينما تُعتبر الكتابة على الجدران في أغلب الأحيان شكلًا من أشكال الفن الأقل قيمة من الفنون الكلاسيكية مثل الموسيقى واللوحات الفنية والنحت، لكنّ مشاريع الجداريات «تعمل بمثابة وصف [معياري] للمناظر الطبيعية». يمتلك التطبيع والقدرة على القضاء على إمكانات إنشاء بدائل للتعبير العام. لاحظ [كورت] إيفيسون أن «تستطيع الجداريات القانونية التأثير على جعل... ثقافة الناس أكثر وضوحًا في الأماكن العامة، وفقًا لشروط شخص آخر». يجادل كيث هيرنغ بأن الصور المهيمنة للجمهور العكسي للمثليين تنتج «استنساخات» متمثلّة بـ «البنية الجيدة» والطابع الأنثوي والذكور البيض. بينما يُعتبر بياض البشرة أمرًا مثاليًا، هُمّشت صور وتجسيدات الأقليات العرقية ومازالت مهمّشة.